# شوتا ياميساكا
شوتا ياميساكا (باليابانية: 嫁阪 翔太) (19 أكتوبر 1996 في أوساكا في اليابان – )؛ هو لاعب كرة قدم ياباني سابق كان يلعب كلاعب وسط.

## وصلات خارجية
- شوتا ياميساكا على موقع رابطة كرة القدم اليابانية للمحترفين (اليابانية)
- شوتا ياميساكا على موقع قاعدة بيانات كرة القدم.إي يو (الإنجليزية)
- شوتا ياميساكا على موقع Soccerway.com (الإنجليزية)
- شوتا ياميساكا على موقع عالم كرة القدم.نت (الإنجليزية)
- شوتا ياميساكا على موقع كووورة